# Robert Southwell (helgon)
Helige Robert Southwell, född cirka 1561, död 21 februari 1595, var en engelsk jesuitisk präst. Han föddes i Horsham St Faith, Norfolk som den yngste av åtta barn och trots familjen Southwells katolska religionstro hade Henrik VIII av Englands initiativ för klosterupplösningen varit lukrativt för dem. Southwells föräldrar var Richard Southwell och hans första fru Bridget, dotter till sir Roger Copley av Roughway, Sussex. 1576 utbildade Southwell sig i Douai och han undervisades under en kortare tid av Leonardus Lessius. Dock förflyttades Southwell till Paris för att undervisas av Thomas Darbyshire istället. Han återvände till Douai den 15 juni 1577 och ett år senare färdades han till Rom för att gå med i jesuitorden. Han nekades först tillträde, eftersom det fanns ett krav på två års lärotid i Tournai först, och han skrev då ett känslosamt brev till dem i hopp om att få gå med i orden ändå. Detta visade sig fungera och Southwell antogs till en sorts prövotid vid Sant' Andrea den 17 oktober 1578, för att runt två år senare få gå med i jesuitorden.
På egen begäran skickades Southwell år 1586 till England tillsammans med kollegan Henry Garnet för missionärsarbete. De kom till England i juli detta år och vid 1588 hade de även fått med sig John Gerard och Edward Oldcorne. Efter sex års missionärsarbete arresterades Southwell och fängslades i Gatehouse för att en knapp månad senare flyttas till Towern, där han satt fängslad i tre år. 1595 förflyttades Southwell till Newgatefängelset och i rättegången som hölls mot honom dömdes han som skyldig till landsförräderi. Southwell avrättades den 21 februari 1595 i Tyburn genom avrättningsmetoden hängning, dragning och fyrdelning.
Southwell är saligförklarad sedan 1929 och helgonförklarades som en av Englands och Wales fyrtio martyrer den 25 oktober 1970 av påven Paulus VI.